# محمد طه (مغني)
محمد طه (24 سبتمبر 1922 - 12 نوفمبر 1996) هو ممثل ومغني مصري. اسمه الكامل «محمد طه مصطفى أبو دوح»، ولد في بلد أبيه «طهطا» بصعيد مصر، ونشأ في بلدة أمه «عزبة عطا الله سليمان» بقرية «سندبيس» التابعة لمركز «القناطر الخيرية».
يعد من أكثر المطربين من حيث عدد المواويل .

## مشواره الفني
- فنان شعبي تلقائي صاحب الـ 10 آلاف موال بدون إعداد سابق كان يؤلف ويلحن ويغني، كما كان صاحب فرقة موسيقية وشركة إسطوانات.
- كان يغني على مسارح الفن الشعبي في القاهرة، ومنها مقاهي حي «الحسين» و«السيدة زينب» التي كان يغني فيها أثناء الاحتفال بالموالد والمناسبات الدينية.
- تصادف في سنة 1954 أن استمع إليه الإذاعيان الكبيران «طاهر أبو زيد» و«إيهاب الأزهري» وهو يغني في مقهى «المعلم علي الأعرج» بالحسين، واصطحباه إلى الإذاعة حيث قاما بتسجيل عدد من مواويله.
- ضمه «زكريا الحجاوي» إلى «فرقة الفلاحين للفنون الشعبية» التي كلفته «وزارة الثقافة» بتشكيلها.
- ضمه الإذاعي «جلال معوض» لإحياء حفل أضواء المدينة، في غزة.
- غنى في الاحتفال بعيد الثورة أمام جمهور يتقدمه جمال عبد الناصر وعبد الحكيم عامر وكمال الدين حسين وغيرهم من القادة.
- كوّن فرقته الموسيقية الخاصة «الفرقة الذهبية للفنون الشعبية» وضمّ إليها أخاه «شعبان طه» الذي يشبهه تماماً كما ضمت الفرقة عازفين للناي والأرغول والكمان والعود والطبلة، وهي الفرقة التي ظلت تلازمه في كل حفلاته وأسفاره وأيضاً في الأفلام التي شارك فيها.
- كوّن شركة لطباعة إسطواناته سماها شركة «ابن البلد».

## أفلام شارك بها
- ابن الحتة
- بنات بحري
- أشجع رجل في العالم
- خلخال حبيبي
- شقاوة رجالة
- السفيرة عزيزة
- الزوج العازب
- دعاء الكروان
- المراهق الكبير
- ملك البترول
- صراع في الجبل
- زوجة ليوم واحد
- رحلة العجائب
- دستة مجانين.
- العريس الثاني

## وفاته
توفي في 12 نوفمبر 1996 في حي شبرا. له 8 أبناء، أكبرهم «صالح» وهو الوحيد الذي ورث جمال الصوت عن أبيه، وغنّى في برنامج تليفزيوني مرة واحدة وعمره 16 سنة ثم منعه أبوه.